# Академия государственного управления при президенте Азербайджанской Республики
Академия государственного управления при Президенте Азербайджанской Республики (азерб. Azərbaycan Respublikasının Prezidenti yanında Dövlət İdarəçilik Akademiyası) — государственный вуз, расположенный в Баку, столице Азербайджана.

## История
Учреждена указом Президента Азербайджанской Республики 3 января 1999 года на базе Бакинского института социального управления и политологии.
Академия начала свою деятельность с 1 сентября 1999 года.
В период СССР в этом здании размещалась единственная на Южном Кавказе Высшая партийная школа, основанная, в свою очередь, на базе Бакинского института красной профессуры, созданного в 1923 году.

## Общие сведения
Обучение в Академии ведётся на азербайджанском и русском языках.
Для получения степени бакалавра срок обучения 4 года, для степени магистра – 2 года. Около 110 преподавателей и 125 сотрудников руководят учебным процессом.

## Факультеты

### Административное управление
На данном факультете обучаются 977 человек. 686 человек получают степень бакалавра по таким специальностям как «Государственная и муниципальная администрация», «Менеджмент», «Экономика», «Компьютерные науки», «Управление устойчивым развитием». 148 человек получают степень магистра по специальностям:
1. Экономическое регулирование
2. Окружающая среда окружающей среды
3. Стратегическое управление
4. Управление (в сфере муниципалитета)
5. Муниципальное управление
6. Государственное управление
7. Региональное управление
8. Управление персоналом
9. Организация и управление гражданской службы
10. Управление государственными программами и проектами
11. Электронное управление
12. Математическое и информационное обеспечение экономической деятельности
13. Организация страхового бизнеса
14. Управление знаниями
15. Инновации и управление проектами
16. Экономика аграрного сектора
17. Распределенные системы и сети
18. Экономика природопользования и прогнозирования
19. Связи с общественностью в сфере государственного управления
20. Информационные системы экологической безопасности
30 человек получают степень доктора.
На факультете функционируют 5 кафедр: «Государственное управление и менеджмент», «Государственное регулирование экономики», «Информационные технологии в государственном управлении», «Государственная служба и кадровая политика», «Планирование и управление устойчивым развитием».

### Политическое управление
504 студента получают образование по таким специальностям как «Политология», «Международные отношения», «Юриспруденция»,《Государственные и общественные отношения》. Результаты экзаменов оцениваются на основе Болонской системы. На факультете действуют 4 кафедры: «Политология и политическое управление», «Международные отношения и внешняя политика», «Государственное управление и право», «Философия и социальная психология». На этих кафедрах работают 60 человек.

### Подготовка и повышение квалификации руководящих кадров
Факультет работает в двух направлениях. Первое направление - «Государственное и муниципальное управление», на двухлетнем очном отделении обучаются 25 человек, а на трехлетнем заочном – 50 По поручению государственных органов, министерств, комитетов и представительных органов зарплата лиц, направляемых в очное отделение, полностью сохраняется, а нуждающимся предоставляется общежитие. Те, кто направляется на заочное отделение, продолжают работать на своих рабочих местах. Выпускникам выдаются дипломы.
Второе направление состоит из курсов повышения квалификации старших руководителей, работающих в государственных органах, министерствах, комитетах и муниципалитетах. Эти курсы проводятся по восьми направлениям в течение одной или двух недель: «Основы государственной службы и кадровой политики», «Правовые основы азербайджанской государственности и административные реформы», «Принципы местного самоуправления и муниципального управления»,  «Молодежная политика Азербайджанской Республики», «Социальная политика государства: сущность, приоритеты и механизмы реализации», «Государственное регулирование охраны окружающей среды », « Государственное регулирование инвестиционных процессов и финансово-кредитной политики», «Внешняя политика Азербайджанской Республики». Каждую группу посещает 30 – 35 человек.
В структуру факультета входят 3 кафедры: «Государственная служба и кадровая политика», «Правовое обеспечение государственной администрации» и «История».

## Учёный совет
В университете действует Учёный совет, который состоит из 11 человек. Состав Учёного совета утверждается в начале каждого учебного года. В соответствии с утвержденным Советом планом, утверждаются преподаваемые предметы, ход учебного процесса, посещаемость студентов, открытые уроки преподавателей, подготовка к зимним и летним экзаменационным сессиям.

## Ректоры
- Сейфаддин Гандилов[азерб.] (19 февраля 1999 — 20 июля 2010)[4][5]
- Урхан Алекперов (с 27 декабря 2011)[6]

## Международные отношения
Преподаватели с других стран приглашаются в университет для участия в учебном процессе, а также учителя академии отправляются в зарубежные учебные заведения.
Соглашения, меморандум и протоколы соглашения, подписанные академией с иностранными университетами, научными центрами и организациями:
- Протокол соглашения с Канадским бюро образования (15 октября 2003 года);
- Соглашение о сотрудничестве с Международным бюро образования в Канаде (1 октября 2004 года);
- Протокол о согласии с Академией управления при Президенте Республики Беларусь (март 2010 года);
- Меморандум о взаимопонимании и сотрудничестве с Институтом государственного управления Литвы (25 октября 2012 года);
- Протокол о сотрудничестве в области образования с Университетом Эскишехира Анадолу в Турции, (22 апреля 2013 года);
- Соглашение о сотрудничестве с Академией государственного управления при Президенте Республики Узбекистан. (24 апреля 2013 года);
- Меморандум о сотрудничестве с Национальной академией управления при Президенте Украины (2013 год);
- Меморандум о взаимопонимании с Детским фондом Организации Объединенных Наций (ЮНИСЕФ). (23 сентября 2013 года);
- Меморандум о взаимопонимании с Университетом развития Турции (11 октября 2013 года);
- Меморандум о сотрудничестве с Китайской академией управления (9 декабря 2013 года);
- Меморандум о взаимопонимании о сотрудничестве с Карлтонским университетом в Канаде (26 декабря 2013 года);
- Меморандум о взаимопонимании о сотрудничестве между Российской академией народного хозяйства и государственной службы при Президенте Российской Федерации. (2014 год);
- Меморандум о взаимопонимании о сотрудничестве с Академией государственного управления при Президенте Республики Казахстан. (2015);-
- Протокол соглашения с Институтом государственного управления Турции и Ближнего Востока (2 марта 2015 года).[7]